# Coenotephria corticalis
Coenotephria corticalis är en fjärilsart som beskrevs av Butler 1882. Coenotephria corticalis ingår i släktet Coenotephria och familjen mätare. Inga underarter finns listade i Catalogue of Life.